# Per Adolph Sköldberg
Per Adolph Sköldberg, född den 26 mars 1780, död den 23 december 1853, var en svensk jurist. Han var kusin till bröderna Sven Erik, Carl Gustaf och Adolph Sköldbergs far.
Sköldberg var inskriven som student vid Uppsala universitet utan att avlägga examen. Han blev auskultant i Svea hovrätt 1800, extra ordinarie notarie 1801, vice notarie 1804, kanslist 1809, ordinarie notarie 1810 och adjungerad ledamot 1812. Sköldberg erhöll Kunglig Majestäts brev på häradshövdings namn med tur och befordringsrätt samma år. Han blev hovrättsråd 1826 och vice president i hovrätten 1843. Sköldberg beviljades avsked 1846. Han blev riddare av Nordstjärneorden 1831.